# Чемпіонат світу з боксу 2021
21-й Чемпіонат світу з боксу проходив у Белграді, Сербія з 25 жовтня по 6 листопада 2021 року на «Белградській Арені».

## Результати

### Медальний залік
| Місце   | Країна                   | Золото | Срібло | Бронза | Загалом |
| ------- | ------------------------ | ------ | ------ | ------ | ------- |
| 1       | Куба                     | 3      | 0      | 2      | 5       |
| 2       | Казахстан                | 2      | 2      | 1      | 5       |
| 3       | США                      | 2      | 2      | 0      | 4       |
| 4       | Японія                   | 2      | 0      | 0      | 2       |
| 5       | Росія *                  | 1      | 2      | 2      | 5       |
| 6       | Азербайджан              | 1      | 0      | 2      | 3       |
| 6       | Франція                  | 1      | 0      | 2      | 3       |
| 8       | Україна                  | 1      | 0      | 0      | 1       |
| 9       | Таїланд **               | 0      | 1      | 2      | 3       |
| 10      | Вірменія                 | 0      | 1      | 1      | 2       |
| 10      | Білорусь                 | 0      | 1      | 1      | 2       |
| 10      | Італія                   | 0      | 1      | 1      | 2       |
| 10      | Узбекистан               | 0      | 1      | 1      | 2       |
| 14      | Бразилія                 | 0      | 1      | 0      | 1       |
| 14      | Туреччина                | 0      | 1      | 0      | 1       |
| 16      | Грузія                   | 0      | 0      | 2      | 2       |
| 17      | Албанія                  | 0      | 0      | 1      | 1       |
| 17      | Бельгія                  | 0      | 0      | 1      | 1       |
| 17      | Домініканська Республіка | 0      | 0      | 1      | 1       |
| 17      | Індія                    | 0      | 0      | 1      | 1       |
| 17      | Іран                     | 0      | 0      | 1      | 1       |
| 17      | Іспанія                  | 0      | 0      | 1      | 1       |
| 17      | Сербія                   | 0      | 0      | 1      | 1       |
| 17      | Тринідад і Тобаго        | 0      | 0      | 1      | 1       |
| 17      | Шотландія                | 0      | 0      | 1      | 1       |
| Загалом | Загалом                  | 13     | 13     | 26     | 52      |

* Згідно із забороною WADA і рішенням CAS російські боксери брали участь як Федерація боксу Росії та під прапором Олімпійського комітету Росії.
** Згідно із забороною WADA тайські боксери брали участь як Федерація боксу Таїланду під прапором AIBA.

### Медалісти
| Вагова категорія   | Золото                    | Срібло                   | Бронза                     |
| ------------------ | ------------------------- | ------------------------ | -------------------------- |
| Мінімальна         | Теміртас Жусупов (KAZ)    | Вуттічай Юрачай (THA)    | Євгеній Кармільчик (BLR)   |
| Мінімальна         | Теміртас Жусупов (KAZ)    | Вуттічай Юрачай (THA)    | Сахіл Алахвердові (GEO)    |
| Найлегша           | Сакен Бібосинов (KAZ)     | Роско Гілл (USA)         | Ахтем Закіров (RUS)        |
| Найлегша           | Сакен Бібосинов (KAZ)     | Роско Гілл (USA)         | Танарат Сенгфет (THA)      |
| Легша              | Томоя Цубоі (JPN)         | Махмуд Сабирхан (KAZ)    | Акаш Кумар (IND)           |
| Легша              | Томоя Цубоі (JPN)         | Махмуд Сабирхан (KAZ)    | Білал Беннама (FRA)        |
| Напівлегка         | Джамал Гарві (USA)        | Серік Теміржанов (KAZ)   | Самуель Кістохуррі (FRA)   |
| Напівлегка         | Джамал Гарві (USA)        | Серік Теміржанов (KAZ)   | Освел Кабальєро (CUB)      |
| Легка              | Соф'ян Уміа (FRA)         | Абдумалік Халоков (UZB)  | Даніал Шахбахш (IRI)       |
| Легка              | Соф'ян Уміа (FRA)         | Абдумалік Халоков (UZB)  | Алексі де ла Крус (DOM)    |
| Перша напівсередня | Енді Круз Гомес (CUB)     | Керем Озмен (TUR)        | Різ Лінч (SCO)             |
| Перша напівсередня | Енді Круз Гомес (CUB)     | Керем Озмен (TUR)        | Оганес Бачков (ARM)        |
| Напівсередня       | Севон Окадзава (JPN)      | Омарі Джонс (USA)        | Аблайхан Жусупов (KAZ)     |
| Напівсередня       | Севон Окадзава (JPN)      | Омарі Джонс (USA)        | Лаша Гурулі (GEO)          |
| Перша середня      | Юрій Захарєєв (UKR)       | Вадим Мусаєв (RUS)       | Албан Бекірі (ALB)         |
| Перша середня      | Юрій Захарєєв (UKR)       | Вадим Мусаєв (RUS)       | Сархан Алієв (AZE)         |
| Середня            | Йоенліс Ернандес (CUB)    | Джамбулат Біжамов (RUS)  | Сальваторе Кавальяро (ITA) |
| Середня            | Йоенліс Ернандес (CUB)    | Джамбулат Біжамов (RUS)  | Вірапон Джонгжохор (THA)   |
| Напівважка         | Роббі Гонсалес (USA)      | Олексій Алфьоров (BLR)   | Савелій Садома (RUS)       |
| Напівважка         | Роббі Гонсалес (USA)      | Олексій Алфьоров (BLR)   | Владімір Мірончиков (SRB)  |
| Перша важка        | Лорен Альфонсо (AZE)      | Кено Мачадо (BRA)        | Віктор Шелстрете (BEL)     |
| Перша важка        | Лорен Альфонсо (AZE)      | Кено Мачадо (BRA)        | Еріх Руіз (CUB)            |
| Важка              | Хуліо Сезар Ла Круз (CUB) | Азіз Аббес Мухідін (ITA) | Мадіяр Саядріхомов (UZB)   |
| Важка              | Хуліо Сезар Ла Круз (CUB) | Азіз Аббес Мухідін (ITA) | Енмануель Реєс (ESP)       |
| Надважка           | Марк Петровський (RUS)    | Давид Чалоян (ARM)       | Мухаммад Абдуллаєв (AZE)   |
| Надважка           | Марк Петровський (RUS)    | Давид Чалоян (ARM)       | Найджел Пол (TRI)          |

## Виступ українських боксерів
Збірна України представлена у кожній із вагових категорій. Склад команди було сформовано за підсумками чемпіонату України, що відбувся на початку вересня в Одесі. Андрій Тишковець, Дмитро Замотаєв та Владислав Вєтошкін виграли чемпіонат України та мали їхати на турнір, але були замінені у зв'язку із травмами та хворобами.
| Андрій Єфимович Київ                 | до 48 кг    | Н/Д                                 | Едмонд Худоян (RUS) Поразка 0-5         | Завершив виступ                         | Завершив виступ                         | Завершив виступ                 | Завершив виступ                 | Завершив виступ |                 |                 |
| Олександр Корнєв Донецька область    | до 51 кг    | Н/Д                                 | Нодарі Дарбаїдзе (GEO) Поразка 0-5      | Завершив виступ                         | Завершив виступ                         | Завершив виступ                 | Завершив виступ                 | Завершив виступ |                 |                 |
| Ельмір Набієв Миколаївська область   | до 54 кг    | Н/Д                                 | Йоель Фіноль (VEN) Поразка 2-3          | Завершив виступ                         | Завершив виступ                         | Завершив виступ                 | Завершив виступ                 | Завершив виступ |                 |                 |
| Олег Чулачеєв Житомирська область    | до 57 кг    | Руякран Джунтронг (THA) Поразка 0-5 | Завершив виступ                         | Завершив виступ                         | Завершив виступ                         | Завершив виступ                 | Завершив виступ                 | Завершив виступ |                 |                 |
| Максим Жигаров Вінницька область     | до 60 кг    | Н/Д                                 | Мунарбек Саїтбек Уулу (KGZ) Поразка 0-5 | Завершив виступ                         | Завершив виступ                         | Завершив виступ                 | Завершив виступ                 | Завершив виступ |                 |                 |
| Денис Песоцький Чернігівська область | до 63.5 кг  | Н/Д                                 | Маттео Комадіна (CRO) Перемога 5-0      | Санаталі Тотаєв (KAZ) Поразка 0-5       | Завершив виступ                         | Завершив виступ                 | Завершив виступ                 | Завершив виступ | Завершив виступ | Завершив виступ |
| Віктор Петров Тернопільська область  | до 67 кг    | Н/Д                                 | Євгеній Коль (RUS) Перемога 5-0         | Вандерсон Де Олівейра (BRA) Поразка 0-5 | Завершив виступ                         | Завершив виступ                 | Завершив виступ                 | Завершив виступ | Завершив виступ | Завершив виступ |
| Юрій Захарєєв Одеська область        | до 71 кг    | Махмуд Саїд (SOM) Перемога 5-0      | Мохаммед Акбар (ENG) Перемога 5-0       | Юба Сіссохо (SPA) Перемога 5-0          | Асланбек Шимбергенов (KAZ) Перемога 3-2 | Сархан Алієв (AZE) Перемога 5-0 | Вадим Мусаєв (RUS) Перемога 5-0 | 1               |                 |                 |
| Іван Папакін Київська область        | до 75 кг    | Н/Д                                 | Міндаугас Гедмінас (NOR) Перемога 3-2   | Вірапон Джонгжохор (THA) Поразка 0-5    | Завершив виступ                         | Завершив виступ                 | Завершив виступ                 | Завершив виступ | Завершив виступ |                 |
| Богдан Толмачов Харківська область   | до 80 кг    | Н/Д                                 | Зіад Ель Мохор (BEL) Перемога 3-2       | Омурбек Бекзігіт Уулу (KGZ) Поразка 0-5 | Завершив виступ                         | Завершив виступ                 | Завершив виступ                 | Завершив виступ | Завершив виступ |                 |
| Сергій Горсков Харківська область    | до 87 кг    | Н/Д                                 | Еркін Адільбек Уулу (KGZ) Поразка 0-5   | Завершив виступ                         | Завершив виступ                         | Завершив виступ                 | Завершив виступ                 | Завершив виступ |                 |                 |
| Роберт Мартон Харківська область     | до 92 кг    | Н/Д                                 | Альяж Бан (SVN) Перемога 4-1            | Льюїс Вільямс (ENG) Поразка 2-3         | Завершив виступ                         | Завершив виступ                 | Завершив виступ                 | Завершив виступ | Завершив виступ |                 |
| Цотне Рогава Одеська область         | понад 92 кг | Н/Д                                 | Давид Чалоян (ARM) Поразка 1-4          | Завершив виступ                         | Завершив виступ                         | Завершив виступ                 | Завершив виступ                 | Завершив виступ |                 |                 |